# Павловський Посад
Па́вловський Поса́д (рос. Павловский посад), неофіційно Па́влово-Поса́д, розм. Па́влов Поса́д — місто у Московській області Росії, центр Павлово-Посадського району та міського поселення Павловський Посад. Місто обласного підпорядкування. Розташований на Мещерський низовині, у місці злиття Вохонки і Ходци (притоки Клязьми), на відстані 68 км на схід від Москви. Залізнична станція на лінії Москва — Владимир. Площа 42 км².

## Історія
Відоме з 1328 (1336?) як волость Вохна (назва походить від річки Вохна) в духовній грамоті великого князя Івана Калити. Наприкінці XVI ст. центр волості названий як «сільце Павлово на річці Вохонка», але в ужитку також було й «село Вохна». Наприкінці 16 — початку 17 ст. до села був приєднаний Дмитрівський погост. У Смутний час (1609 та 1618 роки) мешканці волості брали участь у боях з польськими військами. У середині 18 століття навколо села Павлово виник шовкоткацький кустарний промисел. Під час війни 1812 року селяни Вохонської волості та села Павлово організували партизанський загін, який діяв проти французьких військ маршала М. Нея. У 1844 році Павлово (Вохна), яке стало на той час значним промислово-торговельним центром, а також суміжні села Захарово, Меленки, Усово й Дубровая були перетворені на посад під загальною назвою Павловський, у складі Московської губернії. 1856 р. там числились: 1 церква, 485 будинків, 35 крамниць. 1855 року виникла велика фабрика хусток купця Лабзіна. 1862 року в Павловському посаді працювало 6 ситцевих, 12 ткацьких шовкових, 4 прядильних фабрик, вапняково-випалювальний завод, 17 фарбувальних закладів, паровий млин. На межі 19-20 ст. промисловість міста сильно виросла.
З останньої чверті XIX ст. прославився вовняними та напіввовняними хустками та шарфами («павловськими хустками») — з яскравим квітковим орнаментом на чорному, вишневому, кремовому тлі.
Після 1917 року Павловському посаду надано статус міста з назвою Павловський Посад.

## Символіка
Місто Павловський Посад має власну символіку: герб та прапор. Сучасна версія міської символіки була ухвалена 3 травня 2007 року. Геральдичні кольори міста зелений, золотий (жовтий) та блакитний.

## Промисловість
Місто є центром текстильної (переважно вовняної) промисловості. У місті виробляють вовняні, шовкові, бавовняні та технічні тканини. Також розвинуте виробництво гумово-трикотажних виробів, пожежних рукавів, меблів, цегли, навчальних наочних посібників. Місто широко відоме за межами Росії як виробник жіночих хусток і шалей.

## Транспорт
У місті є мережа автобусних маршрутів З 2015 року для оплати проїзду запроваджена транспортна карта Московської області «Стрелка». У місті працює щонайменше 6 фірм радіо-таксі.
У місті є залізнична станція Павловський Посад, через яку здійснюється сполучення електропотягами з Курським вокзалом Москви. Час в дорозі приблизно 1 год — 1 год 30 хв.
Сполучення з Москвою здійснюється також з допомогою міжміських автобусів маршрут N 386 Москва ст. метро «Партизанська» — Павловський Посад. Орієнтовний час в дорозі 1 год 45 хв — 2 год 15 хв..

## Населення
| Рік  | тис. чол | рік  | тис. чол | рік  | тис. чол | рік  | тис. чол |
| ---- | -------- | ---- | -------- | ---- | -------- | ---- | -------- |
| 1856 | 2.9      | 1970 | 66.4     | 1996 | 67.6     | 2008 | 61.4     |
| 1897 | 10.0     | 1973 | 67       | 1998 | 66.8     | 2010 | 61.8     |
| 1926 | 20.9     | 1976 | 69       | 2000 | 66.2     | 2011 | 63.7     |
| 1931 | 28.5     | 1979 | 70.3     | 2001 | 65.9     | 2012 | 64.4     |
| 1939 | 42.8     | 1982 | 71       | 2003 | 62.0     | 2013 | 65.0     |
| 1959 | 55.0     | 1986 | 71       | 2005 | 61.7     | 2014 | 65.6     |
| 1962 | 58       | 1989 | 71.3     | 2006 | 61.3     |      |          |
| 1967 | 65       | 1992 | 70.4     | 2007 | 61.3     |      |          |

## Освіта
У місті розташовано ряд філій вищих навчальних закладів, зокрема
- Павлово-Посадська філія Сучасної гуманітарної академії,
- Павлово-Посадська філія Російського державного гуманітарного університету,
- Павлово-посадська філія Російського державного соціального університету[8].

## Культура, ЗМІ
Місцевий краєзнавчий музей відомий своєю колекцією хусток та шалей — місто 150 років є центром їхнього виробництва. Серед експонатів — унікальні хустки золотого шиття, хустки з різних регіонів Росії, загалом понад 400 експонатів.
Окрема експозиція присвячена життю та творчості уродженця міста, народного артиста СРСР В'ячеслава Тихонова.
Основні теми екскурсій, які проводяться в музеї: «Історія міста Павловського Посада», «Старообрядництво», «війна 1812 року».

## Пам'ятки історії та архітектури, пам'ятники
- Бюст п'ятому космонавту СРСР Валерію Федоровичу Биковському
- Пам'ятник загиблим у роки німецько-радянської війни 1941–1945 рр
- Житловий будинок з магазином. Поч. ХХ ст..
- Східний келійний корпус. 1910-ті рр..
- Покровсько-Васильєвський монастир. Кін ХІХ — початок ХХ століття
- Західний келійний корпус 1910-ті рр..
- Церква Покрови Пресвятої Богородиці (1869—1895)
- Комплекс Церкви Вознесіння Господнього (1908 р.)
- Будинок купця Ширина (остання чверть 19 ст.)
- Церква-школа Миколи-Чудотворця (1913 р.)
- Виробничий корпус фабрики А. Е. Соколикової (ост. третина ХІХ ст)
- Комплекс фабрики Куделіна (1907 р.)
- Будівля пожежного депо з каланчою
- Церква Казанської ікони Божої Матері (1904 р.)
- Дзвіниця церкви Дмитрія Солунського (Воскресіння Христового) (1835, поч.. ХХ ст.)[11][12].

## Релігія
Павловський посад є важливим релігійним центром. Зокрема тут розташовано Покровсько-Василівський жіночий монастир, який належить до юрисдикції РПЦ. Загалом у місті є 22 різноманітні культові споруди. Зокрема старообрядницька церква Різдва Пресвятої Богородиці. Також є молитовний будинок Дмитра Солунського (неокружницький). Таким чином місто є важливим центром старообрядництва в Росії.

## Видатні особи пов'язані з Павловським Посадом
- Грязнов Василь Іванович (1816–1869) — святий РПЦ,
- Тихонов В'ячеслав Васильович (1928–2009) — російський актор, виконавець ролі Штірліца у фільмі «17 миттєвостей весни»
- Биковський Валерій Федорович (1934-2019) — льотчик-космонавт
- Сергєєв-Ценський Сергій Миколайович (1875–1958) — російський письменник

## Міста-партнери
- Любань,  Білорусь

## Галерея

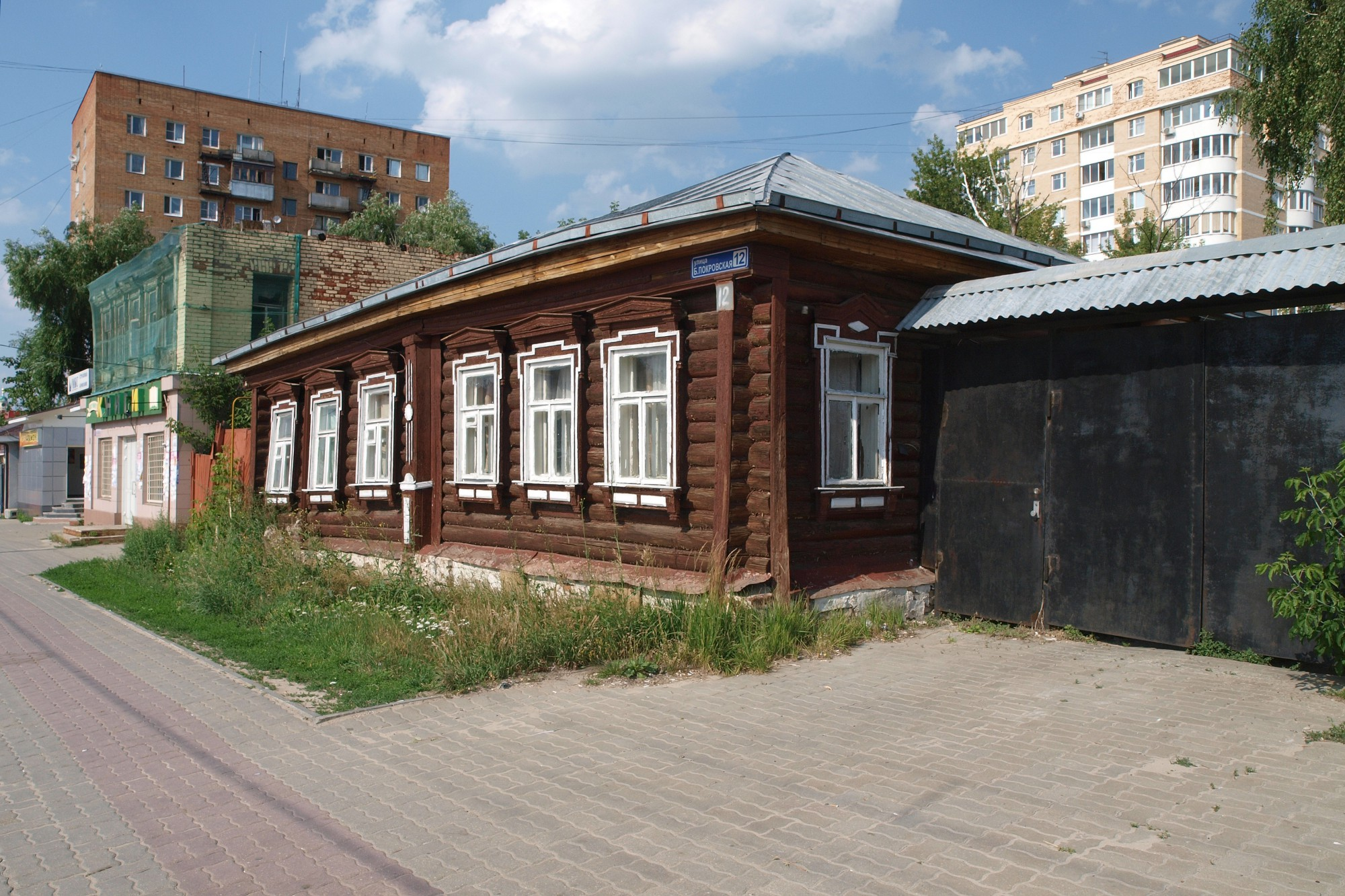
Вулиця Велика Покровська, 12